# Carta informazione e pubblicità
 La Carta informazione e pubblicità è un protocollo d'intesa in cui vengono stabilite delle regole per evitare la commistione tra informazione e pubblicità, così che l'utente possa sempre distinguere l'identità dell'emittente del messaggio.
Fu firmato il 14 aprile 1988 da: Ordine dei giornalisti, Federazione della stampa italiana, Associazione italiana agenzie pubblicità a servizio completo (AssAP), Associazione italiana studi di comunicazione (AISSCOM), Associazione agenzie di relazioni pubbliche a servizio completo (ASSOREL), Federazione relazioni pubbliche italiana (FERPI), Associazione italiana delle organizzazioni professionali di tecnica pubblicitaria (OTEP) e Associazione italiana tecnici pubblicitari (TP).
Dal 3 febbraio 2016 non esiste più come documento autonomo: i suoi principi sono stati inglobati nel «Testo unico dei doveri del giornalista».

## Il contenuto dalla carta
Nel corso degli anni ottanta si è assistito in Italia alla diffusione delle emittenti private. Tali emittenti, società di natura commerciale, si finanziano con gli annunci pubblicitari.

Fino agli anni settanta la pubblicità era confinata in orari prestabiliti e veniva trasmessa tra un programma e l'altro. Non era ancora accaduto che i programmi venissero interrotti dagli annunci pubblicitari.

Negli anni ottanta la presenza della pubblicità nella programmazione è diventata pervasiva. Da qui il bisogno di confrontarsi con questo fenomeno.
Il fine che la Carta si prefigge di raggiungere è stabilire delle regole che permettano una distinzione netta tra le differenti forme di comunicazione di massa (soprattutto tra notizie e pubblicità).
Viene affermato il principio secondo cui: "Il lettore o spettatore deve essere sempre in grado di riconoscere quali notizie, servizi od altre attività redazionali sono responsabilità della redazione e quali invece sono direttamente o liberamente espresse da altri" (segnatamente: le aziende committenti dei messaggi pubblicitari oppure le agenzie di relazioni pubbliche).
Le tre forme principali di comunicazione di massa (notizie, pubblicità, relazioni pubbliche) devono essere chiaramente riconoscibili. Parimenti, devono essere riconoscibili i soggetti coinvolti: la pubblicazione a stampa/emittente tv, l'agenzia di pubblicità (cioè il soggetto incaricato dall'azienda committente di reperire gli spazi pubblicitari sui media), la concessionaria (cioè il soggetto incaricato dal canale televisivo di vendere i propri spazi ai migliori offerenti) e il committente.
Il dovere primario di un giornalista, o altro operatore culturale (p. es. il responsabile delle relazioni pubbliche di un'azienda o di un ente), è quello di "rendere sempre riconoscibile l'emittente del messaggio". Da parte sua il giornalista deve verificare in maniera preventiva l'attendibilità e la correttezza di quanto viene diffuso nonché l'adeguata correzione di informazioni che dopo la loro diffusione si rivelino non esatte, specialmente quando queste possano risultare ingiustamente lesive o dannose per singole persone, enti o categorie.
Ogni categoria professionale coinvolta nel settore delle comunicazioni di massa ha le proprie specificità. La Carta salvaguarda la professionalità di ciascuna categoria: giornalisti, pubblicitari, responsabili delle relazioni pubbliche. Vanno quindi evitate le "iniziative che incrocino o confondano le competenze di professioni diverse". Per questo vanno diffuse tra gli appartenenti alle categorie firmatarie dell'accordo le norme e i codici di comportamento che regolano i settori del giornalismo, della pubblicità e delle relazioni pubbliche, così da assicurare trasparenza e correttezza nella comunicazione di massa.
Infine la Carta esorta gli associati delle organizzazioni firmatarie a non indurre i componenti di altre categorie professionali a discostarsi dalle proprie norme di comportamento.

## Il comitato permanente
Viene inoltre sancita la creazione di un comitato permanente formato da un rappresentante per ciascuna delle associazioni firmatarie (AssAP, Aisscom, Assorel, Ferpi, FNSI, Ordine dei Giornalisti, Otep e TP) che stabilisce di riunirsi in via ordinaria tre volte l'anno o in tutte le occasioni in cui la necessità lo richieda. Il comitato ha soltanto potere di iniziativa nei confronti degli organi giudicanti delle singole organizzazioni, ai quali soltanto rimane affidato il compito di pronunciarsi nel merito dei singoli casi.